# Lepo Sumera
Lepo Sumera (8 de mayo de 1950-2 de junio de 2000) fue un profesor y compositor estonio. Considerado uno de los más renombrados compositores de Estonia junto con Heino Eller, Eduard Tubin y Arvo Pärt, fue también Ministro de Cultura de su país en el período de 1988 a 1992 durante los días de la Revolución Cantada.

## Trayectoria
Nació en Tallin, en su adolescencia estudió con Veljo Tormis, y a partir de 1968, estudió con Heino Eller en la Academia Estonia de Música y Teatro (entonces Conservatorio Estatal de Tallin). Después de la muerte de Heino Eller en 1970, estudió con Heino Jürisalu, graduándose en 1973. Entonces realizó estudios de posgrado en el Conservatorio de Moscú (1979–1982) con el compositor ruso Romano Ledenev. Sumera se dio  a conocer en 1972 con In Memoriam, un tributo orquestal a Eller. Compuso seis sinfonías y numerosas obras de cámara y vocales que han sido tocadas por orquestas a través de América del Norte y Europa así como en Australia y Cuba.

## Legado
Se le considera uno de los compositores más renombrados de Estonia junto con Heino Eller, Eduard Tubin y Arvo Pärt.  También fue Ministro de Cultura de su país de 1988 a 1992 durante los días de la Revolución Cantada. Como tal, fue el último Ministro de Cultura de la RSS de Estonia y el primer Ministro de Cultura después de que Estonia recuperara la independencia.